# 南葵文庫

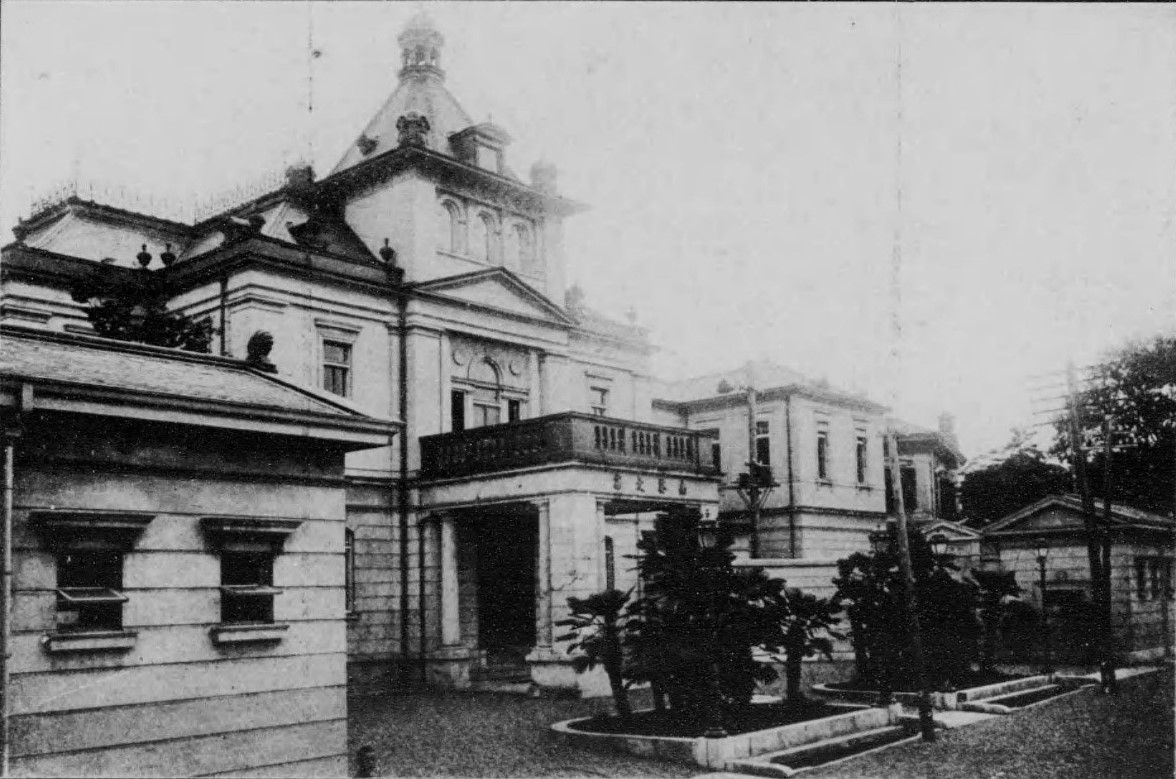
南葵文庫

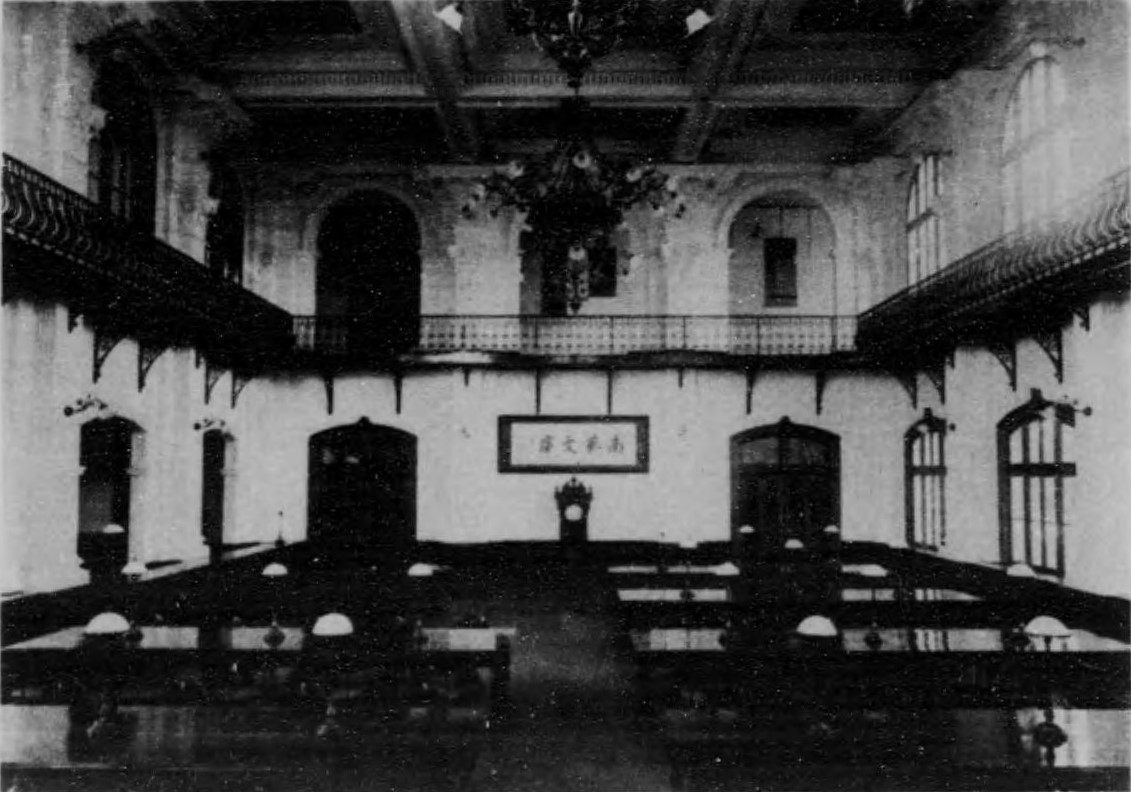
閲覧室

南葵文庫（なんきぶんこ）は、1902年（明治35年）に紀州徳川家当主徳川頼倫侯爵が東京府麻布区飯倉の自邸内に開設した私立図書館。

## 概要
この私設図書館は、華族の徳川頼倫侯爵が古書の散逸を防ぐために自邸内に設置したものである。一時期一般に公開されたこともあったが、関東大震災があった翌年の1924年（大正13年）に、蔵書は火災で全焼した東京帝国大学の附属図書館に寄贈され、文庫は閉鎖された。ただし長子の徳川頼貞が収集した音楽資料コレクションは、「南葵楽堂図書部」として旧南葵文庫事務所で公開された。なお、東大図書館に寄贈された資料の一部はその後デジタル化され、2022年（令和4年）に公開されている。

## 旧南葵文庫
文庫の建物は、東大図書館の分館として使用されたのち、1899年（明治32年）竣工の旧館を残して取り壊され、旧館は1933年（昭和8年）に頼倫の子・頼貞の別邸があった大磯に移築された。その一部であるルネサンス様式の洋館は1987年（昭和62年）に移修改築されて熱海市伊豆山のホテル「VILLA DEL SOL」となり、2008年（平成20年）には国の登録有形文化財に登録されている。2016年（平成28年）現在、星野リゾート所有。
飯倉の跡地には現在外務省飯倉公館と麻布台ヒルズ森JPタワーが建っている。この地にはかつて「日本郵政グループ飯倉ビル（旧郵政本省庁舎）」も建っていた。

## 関連文献
- 坪田, 茉莉子『南葵文庫‐目学問・耳学問』東京都教職員互助会、2001年。全国書誌番号:20252474。